# Crin-Blanc
Crin-Blanc és un curtmetratge francès rodat el 1952 i estrenat el 1953, dirigit per Albert Lamorisse, basat en el conte per nens homònim de René Guillot. El nom fa referència al cavall protagonista de la pel·lícula.

## Argument
A la Camarga Crin-Blanc és el cap d'un grup de cavalls camarguesos en llibertat. Un dia és capturat pels homes però va aconseguir escapar del corral on el tenien amagat. De caràcter intrínsecament salvatge, només el pot domar Folco, un noi que comparteix aquest mateix tret. Després naixerà una profunda amistat entre ells dos.

## Repartiment
- Alain Émery: Folco, el nen[1]
- Pierre Bestieux
- Denys Colomb de Daunant
- Alain Colomb de Daunant
- Charles Fouhetty
- Jean-Pierre Grenier: Narrador
- Charles Guillaume
- Pascal Lamorisse: germà petit
- Pierre Moureaux-Nery
- Francois Perié
- Laurent Roche

## Crítiques
La pel·lícula, des del seu primer llançament el 1953, generalment ha rebut crítiques favorables per part dels crítics. Quan va ser reeditada a finals de 2007 per Janus Films, Terrence Rafferty de The New York Times va dir que el curt "està entre les pel·lícules més famoses i més honrades del món per a nens ... Però les coses dels nens [no] ho són. .. El to de la pel·lícula és el que meravella de boca oberta". De Crin-Blanc, Rafferty va escriure, "sentiu, com en poques altres pel·lícules, els veritables terrors de la naturalesa ... I Lamorisse, [la] pel·lícula mostra, realment va ser un artista notable: un dels millors poetes del cinema i un explorador sense por dels descarats i emocionants desavantatges de la imaginació."
A Philip Kennicott de The Washington Post li va agradar la posada en escena, i va escriure "hi ha raons perfectament dignes per mantenir [la pel·lícula] en circulació. Visualment, [és] magistral". Tot i això, Kennicott argumenta que la pel·lícula té lloc en un món de mentides. Va escriure: "Un noi i el seu cavall són caçats per ramaders adults, mentre que un narrador fa promeses vagues d'un món millor per venir. La bella imatge de la pel·lícula està desplegada en suport d'un sistema moral. Una promesa contundent de recompenses per un bon comportament, no gaire més sofisticat que el de Santa i el conill de Pasqua. Ah, l'antiga tradició que tenen els adults d'adoctrinar els nens en una visió mundial que només comportarà una decepció amarga, tret que els nens es neguin a créixer"

## Anàlisi comparada
Amélie Tsaag Valren, de Cheval Savoir, va fer una comparació entre Crin-Blanc i Escapada a l'Oest, una pel·lícula irlandesa que presenta nombrosos punts en comú: la presència d'un c avall blanc i del mar, dels nens "asalvatjats", el tema del viatge, el mite del cowboy o la de la meravellosa illa on cal arribar. De la mateixa manera, ambdues pel·lícules es roden durant períodes de fort desenvolupament econòmic als seus respectius països, i les dues contrades mostrades (Connemara i Camarga) es consideren gairebé exòtiques.

## Premis
- Prix Jean-Vigo de 1953
- 6è Festival Internacional de Cinema de Canes: Palma d'Or al millor curtmetratge
- Nominat al BAFTA al millor documental